# Indestructible (album d'Art Blakey)
Pour les articles homonymes, voir Indestructible.
Albums de Art Blakey
Kyoto
(1964) Golden Boy
(1964)

Indestructible est un album du batteur de jazz Art Blakey et de son groupe The Jazz Messengers enregistré en 1964 et sorti en 1966. Il s'agit du dernier album d'Art Blakey pour le label Blue Note. Il s'agira du dernier album pour plusieurs des membres de son groupe : Wayne Shorter rejoindra la formation de Miles Davis, le contrebassiste Reggie Workman sera remplacé par Victor Sproles et le pianiste Cedar Walton par John Hicks.

## Titres
| No | Titre                | Auteur        | Durée |
| -- | -------------------- | ------------- | ----- |
| 1. | The Egyptian         | Curtis Fuller | 10:25 |
| 2. | Sortie               | Fuller        | 8:13  |
| 3. | Calling Miss Khadija | Lee Morgan    | 7:21  |
| 4. | When Love is New     | Cedar Walton  | 6:02  |
| 5. | Mr. Jin              | Wayne Shorter | 7:04  |
| 6. | It's a Long Way Down | Shorter       | 5:26  |

La piste 5 a été enregistrée le 24 avril 1964. Les pistes 1 à 4 ont été enregistrées le 15 mai 1964. La piste 6 (en bonus sur la version CD) a été enregistrée le 15 avril 1964.

## Musiciens
- Art Blakey - Batterie
- Lee Morgan - Trompette
- Curtis Fuller - Trombone
- Wayne Shorter - Saxophone ténor
- Cedar Walton - Piano
- Reggie Workman - Contrebasse